# Чапнин, Сергей Валерьевич
Серге́й Вале́рьевич Чапни́н (род. 7 июня 1968, Москва, РСФСР, СССР) — российский журналист, издатель, редактор и церковно-общественный деятель. Религиовед, старший научный сотрудник Центра православных исследований Фордемского университета. Автор публикаций в церковных и светских СМИ по актуальным проблемам государственно-церковных отношений, миссии Церкви в современном мире, богословия образа и «богословия коммуникации». С 2009 года по 2015 год ответственный редактор «Журнала Московской Патриархии»; с 2014 года главный редактор альманаха современной христианской культуры «Дары».

## Биография
В 1986—1987 годах — один из организаторов клуба «20-я комната» (молодёжная редакция журнала «Юность»). В 1988—1989 годах участвовал в издании самиздатского журнала «Параграф». В 1989—1990 годах работал корреспондентом агентства «Постфактум» и газеты «Коммерсантъ».
В 1993 году окончил факультет журналистики МГУ.
В 1991—1995 годах — председатель православного братства во имя святителя Тихона, патриарха Всероссийского при храме святителя Тихона в городе Клин Московской области (филиалы в Москве и Чикаго).
С 1995 по 1997 год — главный редактор информационно-исследовательской группы «Метафразис».
В 1997—1998 годах — обозреватель газеты «НГ-Религии» (приложение к «Независимой газете»).
В 1998—2001 годах — создатель и главный редактор первого православного интернет-журнала «Соборность».
В 2001—2015 годах — ответственный редактор газеты «Церковный вестник», сотрудник издательского совета Русской православной церкви и после его реорганизации в 2009 году издательства Московской патриархии.
В феврале — августе 2003 года — руководитель московского информационного центра по подготовке торжеств в связи со 100-летием канонизации преподобного Серафима Саровского.
В 2004—2009 годах — основатель, автор концепции и исполнительный директор Международного фестиваля православных средств массовой информации «Вера и слово» (2004, 2006, 2008).
В 2005—2009 годах — руководитель исследовательского центра «Церковь в информационном обществе». Совместно с Валерием Лепахиным организатор конференции «Иконология и иконичность» (2005—2007).
Автор-составитель справочника «Православная Москва (храмы, монастыри, часовни, церковно-общественные и благотворительные организации, издательства и СМИ)» (с 1993 года вышло пять изданий, последнее в 2006 году) и справочника «Московская епархия. Русская Православная Церковь» (2015).
В апреле 2009 года распоряжением патриарха Кирилла назначен ответственным редактором «Журнала Московской Патриархии».
С мая 2009 года — заместитель главного редактора издательства Московской патриархии.
27 июля 2009 года решением Священного синода включён в состав Межсоборного присутствия Русской православной церкви. С января 2010 по октябрь 2014 года — секретарь комиссии Межсоборного присутствия по вопросам взаимодействия Церкви, государства и общества и член комиссии по вопросам информационной деятельности Церкви и отношений со СМИ. В 2010—2012 годах участвовал в разработке документов, посвящённых проблемам ювенальной юстиции и электронной идентификации личности.
С декабря 2012 по февраль 2022 года — член Совета по внешней и оборонной политике.
В конце 2013 года разработал концепцию Рождественского фестиваля «Дары» и вместе с Гором Чахалом и Ириной Языковой выступил куратором выставки «Дары» в Музее архитектуры имени Щусева.
С января 2014 года председатель содружества в поддержку современной христианской культуры «Артос».
С ноября 2014 года главный редактор альманаха современной христианской культуре «Дары».
После ротации вышел из состава Межсоборного присутствия, утверждённого 23 октября 2014 года решением Священного синода. В своих публикациях критически и порой довольно жестко оценивал современное состояние Русской православной церкви, из-за чего получал официальные письма с предупреждениями, а в 2015 году, по собственным словам, попал «под запрет» со стороны Московской патриархии: ему было фактически запрещено участвовать с докладами на международных конференциях.
18 декабря 2015 года решением главного редактора издательства Московской патриархии протоиерея Владимира Силовьева во исполнение распоряжения патриарха Кирилла был уволен с должности ответственного редактора «Журнала Московской Патриархии». Согласно утверждению Чапнина, патриаршее распоряжение гласило: «Чапнина оставлять в должности ответственного редактора считаю нецелесообразным из-за его неподобающих высказываний, назначить исполняющим обязанности Евгения Стрельчика». СМИ связывали это с выступлением в Московском центре Карнеги с докладом «Православие в публичном пространстве: война и насилие, герои и святые», где высказал тревогу по поводу будущего Церкви, исчезновения в ней «идеологического многообразия» и усиления «правого крыла». Он отметил, что увольнение произошло по соглашению сторон. «В общей сложности я проработал в Московской Патриархии почти 15 лет — последние 6,5 лет в журнале — и с декабря больше не работаю».
В декабре 2015 года выступил организатором (совместно с Валаамским монастырем) и куратором (совместно с Ириной Языковой) выставки «Современные иконописцы России».
В 2014—2018 гг. выступил соорганизатором «Лаборатории церковных искусств и архитектуры», которая проходила в Палермо (Италия), Сергиевом Посаде (Россия) и Минске (Беларусь).
С июня 2016 по декабрь 2019 года — сотрудник исследовательского проекта «Конфликты в постсекулярном обществе» (Университет Инсбрука), Австрия.
С осени 2016 года куратор международного выставочного проекта «Святые неразделённой Церкви», представлял проект в Национальном художественном музее Республики Беларусь (2017), Ново-Валаамском монастыре в Финляндии (2019) и Музее изобразительных искусств Кузбасса (2020).
В апреле 2020 года, в период пандемии COVID-19, выступил с инициативой создания проекта «Соборность» с целью каталогизации и осмысления проблем церковной жизни в России. По итогам первого семинара издан сборник статей «Системные проблемы православия: анализ, осмысление, поиск решений» (вып. № 1 — 2020, вып. № 2 — 2021).
С 2019 по 2023 год — старший научный сотрудник исследовательской программы «Православие и права человека», Фордемский университет.
С 2022 года по настоящее время — Директор по коммуникациям Центра православных исследований Фордемского университета, редактор сайта «Public Orthodoxy».
В 2023 году — куратор выставки «Beauty during Wartime and Before» (иконы Олександра Клименко и Софии Атлантовой, графика Юрия Химича и каллиграфия Олексия Чекаля; со 2 по 27 ноября 2023 года, The Sheen Center for Thought and Culture, Нью-Йорк).
В 2024—25 гг. — куратор выставки «Wartime beauty» (иконы Олександра Клименко и Софии Атлантовой; ноябрь 2024 — январь 2025, The Refuge Gallery, Фордемский университет, Нью-Йорк).
В Москве жил в собственном доме в московском посёлке «Сокол».
С 2022 года проживает в США.

## Издательские проекты
Автор (совместно с Валерием Лепахиным и Павлом Бусалаевым) сборника «Язык священного и современный мир» (2004).
Редактор и издатель книг архимандрита Софрония (Сахарова), митрополита Антония Сурожского, протопресвитера Александра Шмемана, диакона Андрея Кураева, иеромонаха Илариона (Алфеева), протоиерея Георгия Митрофанова, протоиерея Георгия Бенигсена, игумена Ионы (Займовского), Анри Волохонского, А. Л. Беглова и др.
Издатель альманаха, посвященного архитектуре, строительству и реставрации храмов «Храмоздатель» (2012—2015 гг.)
Издатель и главный редактор ежегодного альманаха современной христианской культуры «Дары» (вышло 6 номеров в 2015—2020 гг.)
Издатель и редактор-составитель сборника статей «Системные проблемы православия: анализ, осмысление, поиск решений» (2020 г.)

## Семья
Женат. Супруга — Ксения Лученко, российская журналистка и преподаватель, кандидат филологических наук. Двое сыновей.

## Награды
- 2004 — орден прп. Сергия Радонежского III ст.;
- 2006 — орден свт. Иннокентия Московского III ст.;
- 2006 — почётный знак «Пастырь добрый»;
- 2008 — орден прп. Даниила Московского III ст.;
- 2011 — орден прп. Сергия Радонежского II ст.;
- 2014 — юбилейный знак «700-летие преподобного Сергия Радонежского».
- 2016 — специальное упоминанание жюри публицистической премии «ЛибМиссия» в номинации «Аналитика» за самую удачную книгу о текущем общественно-политическом процессе — «за доклад в Московском центре Карнеги о зарождении в России государственной религии»[20].

## Критика
9 апреля 2011 года Сергей Чапнин выступил на заседании Совета по внешней и оборонной политике с докладом «Церковь, культура и русский национализм», в котором, в частности, заявил, что празднование Дня Победы является одним из проявлений «постсоветской гражданской религии», ритуальные формы которой предполагают «всеобщее поклонение огню» и являются языческими. По словам Чапнина, «огонь, выходящий из земли, всегда есть образ ада, геенны огненной, гнева Божия… Но даже представители Церкви, включая иерархов, продолжают участвовать в этом странном для сегодняшнего дня ритуале».
Официальные представители Московского Патриархата неоднозначно отнеслись к высказывания Сергея Чапнина о языческих корнях ритуала поклонения памяти погибших во время Великой Отечественной войны у Вечного огня. Наиболее резко выступил глава Синодального отдела по взаимоотношениям Церкви и общества РПЦ протоиерей Всеволод Чаплин. 22 мая 2011 года в эфире телеканала «Союз» он выразил несогласие с утверждениями «церковных диссидентов» о неприемлемости для православных верующих символа Вечного огня у Кремлёвской стены как элемента языческой культуры.

## Публикации
Книги
- Православная Москва. Храмы, монастыри, часовни, церковно-общественные и благотворительные организации, издательства и СМИ : Справочник (автор-составитель). С 1993 года вышло 5 изданий, последнее в 2006 году.
- Церковь в постсоветской России. Возрождение, качество веры, диалог с обществом. — М.: Арефа, 2013. — 80 с.
- Церковное возрождение. Итоги. — М.: Эксмо, 2018. — 180 с.

Статьи
- Нужен ли Русской Церкви Поместный Собор? // Церковь: шаг в новый век. Итоги дискуссии. — М.: Интернет-журнал «Соборность», 2000. — 96 с. — С. 17—-20
- Украина: с кем и как теперь молиться православным? // Церковь: шаг в новый век. Итоги дискуссии. — М.: Интернет-журнал «Соборность», 2000. — 96 с. — С. 32—34
- Деньги Церкви // Церковь: шаг в новый век. Итоги дискуссии. — М.: Интернет-журнал «Соборность», 2000. — 96 с. — С. 36—43
- Церковь, культура и русский национализм. Полит.ру, 05.05.2011
- Ислам в Европе: манипуляции общественным мнением. Русский журнал, 25.02.1012
- Три огня. Православие и мир, 13.05.2015
- Православие в публичном пространстве: война и насилие, герои и святые. Московский центр Карнеги, 09.12.2015
- Церковь империи. Почему в РПЦ так сильны просоветские настроения? Colta.ru, 24.12.2015
- Фрагмент эссе «Церковь в постсоветской России». Гефтер.ру, 05.02.2016
- Православная церковь бросает тень на общество = L'Eglise orthodoxe russe occulte la société // Le Monde : газета. — 03.08.2017.
- Фестиваль на месте убийства. Colta.ru, 19.07.2018
- Журналы Священного синода vs. Евангелие: где любовь? Colta.ru, 18.09.2018
- «От поддержки государства Церковь должна перейти к поддержке гражданского общества» Возможны ли в РПЦ серьёзные реформы? Интервью с «церковным диссидентом» Сергеем Чапниным. Znak.com, 14.06.2019
- «Правмир» — что тут «неправославно»? Colta.ru, 15.07.2019
- Деньги, кадры, послушание. Реформирование РПЦ: что предстоит поменять после окончания эпохи патриарха Кирилла? // Новая газета. — 06.09.2019
- Благочестие, Причастие и коронавирус. Snob.ru, 16.03.2020
- Вооруженный иконостас: как РПЦ удивила Россию Путиным и Сталиным. Forbes.ru, 05.05.2020
- РПЦ и «диавольская сила». Как Патриарх Кирилл забыл о Евангелии и стал проповедником братоубийственной войны. The Insider, 15.03.2022
- Post-Soviet civil religion instead of Orthodoxy. Russia.Post, 21.06.2022
- Кирилл, но не Философ. The Moscow Times, 24.05.2022
- Православие в Украине: война и ещё одна автокефалия. Public Orthodoxy, 31.05.2022
- Украина, коррупция или Кремль? В чём причина ссылки митрополита Илариона. The Moscow Times, 11.06.2022
- ROCOR: Election of new protohierarch to affirm «age-old path». Russia.Post, 12.09.2022
- Война и богословие «половины сердца». The Moscow Times, 11.11.2022
- Митрополит в дурной компании. The Moscow Times, 23.12.2022
- Новая русская ересь. Почему оправдание геноцида в Украине — самоубийство РПЦ. The Insider, 23.12.2022
- Post-Soviet Civil Religion as a Substitute for Orthodox Christianity. Studia UBB Theologia Catholica Latina, 10.01.2023
- Почему вы забыли о правде Божией? Открытое письмо епископам Русской Православной Церкви. Public Orthodoxy, 06.02.2023
- Легкое предательство. Как Московская патриархия ведет борьбу со священниками, настроенными против войны. Public Orthodoxy, 12.06.2023
- Идеологические чудеса церковной Фемиды. The Moscow Times, 17.06.2023
- Что делают оптинские монахи на фронте, или С бородой, в подряснике и в каске. The Moscow Times, 10.07.2023
- Русское Православие на пути оправдания насилия. Палладиум, 12.12.2023
- Зачистка Церкви продолжается: патриарху Кириллу не нужны свободные и живые люди. The Moscow Times, 08.01.2024
- Один бог, один народ, один фюрер. Как и почему РПЦ копирует репрессивный аппарат государства. The Insider, 26.01.2024
- Иллюзия единства: Идеологический ультиматум Патриарха Кирилла. Public Orthodoxy, 09.02.2024
- Репрессии патриарха Кирилла и церковное сопротивление. The Moscow Times, 26.04.2024
- Целого митрополита обменяли на украинских военнопленных. The Moscow Times, 28.06.2024
- Энциклопедия реформ. Церковь. Рефорум, 20.07.2024
- Рождественское обращение к друзьям / Совместно с прот. Алексием Уминским и др. The Moscow Times, 25.12.2024
- Ляпнуть что-то про патриотизм, или Неожиданный спор патриарха со священником. The Moscow Times, 13.02.2025
- От Афона до Кремля: аскетический подвиг и медийный образ православного старца Илия. The Moscow Times, 18.03.2025